# Гіалуронідаза
Гіалуронідази — родина ферментів класу гідролаз, які каталізують реакцію деградації гіалуронової кислоти до тетра- та дисахаридів, гідролізуючи зв'язки між залишками 2-ацетамідо-2-дезокси-Д-глюкози та глюкуронату в гіалуроновій кислоті. Дія гіалуронідаз призводить до підвищення проникності тканин та полегшення руху рідини у міжклітинному просторі. Досліди з гризунами показали, що період напіввиведення гіалуронідази в підшкірній клітковині становив менше 30 хвилин, а активність гіалуронідази у тканині в експериментах виявлялася близько години. При внутрішньовенному введенні людям гіалуронідази виявилося, що у плазмі період її напіввиведення становив лише 2-3 хвилини, що пояснюється наявністю в ній численних інгібіторів гіалуронідази та її метаболічним перетворенням у печінці та нирках.
Активність гіалуронідаз може зменшуватися під дією деяких протизапальних засобів (саліцилатів, АКТГ, стероїдів), з цим частково пов'язана їх протизапальна дія, також активність гіалуронідаз знижують деякі флавоноїди та антиоксиданти, антигістамінні засоби, стабілізатори мембран тучних клітин, гепарин, вітамін С, дикумарен та рентгенологічні контрастні середовища. Рівень інгібіторів гіалуронідази може змінюватися залежно від стану організму.
За своїм механізмом ферментації гіалуронідази є гіалуроноглюкозидазами (КФ 3.2.1.35), тобто вони розщеплюють (1-> 4)-зв'язки між N-ацетилглюкозаміном та глюкуронатом. Термін «гіалуронідаза» може також стосуватися гіалуроноглюкуронідаз (КФ 3.2.1.36), які розщеплюють (1-> 3)-зв'язки. Крім того, бактеріальні гіалуронатні ліази (КФ 4.2.2.1) також можуть називатися гіалуронідазами, хоча і рідше.

## Класифікація гіалуронідаз
Гіалуронідази були класифіковані Карлом Меєром 1971 року на три групи, залежно від продуктів реакції, механіму дії, дві з них є еукаріотичними ендоглікозидазами, а до третьої групи належать прокаріотична гіалуронат-ліаза.
- Ендо-β-N-ацетилгексозамінідази — гіалуронідаза ссавців, розщеплює β-1,4 глікозидні зв'язки. Продуктом реакції є тетрасахариди.[3]
- Ендо-β-D-глюкуронідази — гіалуронідази п'явок/анкілостомозних глистів, розщеплюють β-1,3 глікозидні зв'язки. Продуктами реакції є пентасахариди та гексасахариди.[3]
- Гіалуронатні ліази — мікробні гіалуронідази, не каталізують реакцію гідролізу. Продуктами реакції є ненасичені дисахариди, які утворюються у процесі β-елімінації β-1,4 глікозидних зв'язків.[3]

Також гіалуронідази можуть бути поділені на два типи відповідно до рН, при якому вони найбільш активні. Кислотно-активні гіалуронідази активуються при рН від 3 до 4, тоді як нейтрально-активні гіалуронідази (зокрема гіалуронідази зміїної та бджолиної отрут) активуються при pH від 5 до 8.
Людина має п'ять функціональних гіалуронідаз (HYAL1, HYAL2, HYAL3, HYAL4 та HYAL5, також відома як SPAM1 або PH-20) та один псевдоген HYAL6 (також відомий як HYALP1). Гени HYAL1-3 згруповані в хромосомі 3, тоді як HYAL4-6 — в 7-й хромосомі.
Гіалуронідази присутні в органах (очі, шкіра, яєчка, матка та плацента, нирки, печінка, селезінка) та в рідинах (кров, сльози, сперма, сеча) організму.
HYAL1 є основною гіалуронідазою плазми крові, а також присутня у присутня у багатьох органах, зокрема в печінці, нирках, селезінці та серці. Також міститься в сечі. Гіалуронідаза 1 активується при кислому рН.
HYAL2 проявляє слабшу ферментативну активність ніж HYAL1, є GPI-заякореним ферментом і відповідає за розщеплення високомолекулярної гіалуронової кислоти, яка здебільшого пов'язана з рецептором CD44.
HYAL3 міститься лише в яєчках та кістковому мозку, а її роль досі невідома.
HYAL5 виявляється на поверхні сперматозоїдів людини та на внутрішній мембрані акросоми, вона розщеплює гіалуронову кислоту, забезпечуючи звільнення ооциту від шару фолікулярних клітин.

## Біологічна роль

### Роль у канцерогенезі
Виявлення ролі гіалуронідаз у канцерогенезі є проблематичним через суперечливі спостереження. Рівень гіалуронідаз (HYAL1/2) підвищений при деяких видах раку (колоректальний, рак сечового міхура, простати, молочної залози та мозку), але знижена експресія HYAL1 корелює зі зменшенням рівня виживаності хворих на аденокарциному підшлункової залози. Причиною цього протиріччя є те, що і накопичення гіалуронової кислоти (внаслідок підвищення рівня гіалуронат-синтаз і зниження рівня гіалуронідаз), і деградація гіалуронової кислоти (внаслідок високого рівня гіалуронідаз) призводять до збільшення злоякісності пухлини.
Обмежені дані підтверджують роль лізосомних гіалуронідаз у метастазуванні, тоді як інші дані вказують на їх роль у супресії пухлини. Інші дослідження свідчать про відсутність ефектів, незалежних від активності ферментів. Для перевірки більшості гіпотез використовували неспецифічні інгібітори (апігенін, сульфатовані глікозаміноглікани) або екстракти сирих ферментів, що ускладнює інтерпретацію даних. Існує гіпотеза, що допомагаючи деградувати позаклітинний матрикс, що оточує пухлину, гіалуронідази допомагають раковим клітинам вирватися з первинних пухлинних мас. Однак дослідження показують, що видалення гіалуронану з пухлин запобігає їхній інвазії. Гіалуронідази, імовірно, відіграють певну роль у процесі ангіогенезу, хоча більшість препаратів гіалуронідази забруднені великою кількістю ангіогенних факторів росту.

### Роль у патогенезі
Деякі бактерії, такі як Staphylococcus aureus, Streptococcus pyogenes та Clostridium perfringens виробляють гіалуронідазу, для того щоб використовувати гіалуронан як джерело вуглецю. Також припускають, що збудники стрептококів та стафілококів використовують гіалуронідазу як фактор вірулентності, що полегшує розповсюдження збудника через тканини організму-господаря, але не існує достовірних експериментальних даних для підтвердження цієї гіпотези.
Гіалуронідази містяться в отруті певних ящірок і змій, а також в отруті медоносних бджіл, де їх називають «факторами поширення».

### Роль імунної відповіді
Білі кров'яні клітини виробляють гіалуронідазу, щоб легше рухатися сполучною тканиною і досягати заражених ділянок.

### Роль у заплідненні
При заплідненні ссавців гіалуронідаза виділяється акросомою сперматозоїда після того, як вона досягає ооцита. Там вона перетравлює гіалуронан у corona radiata, забезпечуючи зачаття.
Більшість яйцеклітин ссавців покриті шаром фолікулярних клітин, переплетених у позаклітинному матриксі з високою концентрацією гіалуронану. Коли капацитований сперматозоїд проникає крізь цей шар за участі гіалуронідази. Як тільки це відбувається, сперма здатна зв'язуватися з zona pellucida.

## Медичне використання
Гіалуронідаза використовується в медицині понад 60 років. Управління з санітарного нагляду за якістю харчових продуктів та медикаментів (США) схвалило використання гіалуронідази при гіподермоклізі як допоміжний засіб для прискорення всмоктування ліків у підшкірній клітковині або для управління екстравазацією, для кращого поглинання контрасних речовин при ангіографії сечовивідних шляхів.
Каталізуючи гідроліз гіалуронану, що входить до складу позаклітинного матриксу, гіалуронідаза знижує в'язкість гіалуронану, збільшуючи тим самим тканинну проникність. Тому її використовують у медицині разом з іншими лікарськими засобами для пришвидшення їх абсорбції в тканину, наприклад в офтальмологічній хірургії їх використовують в поєднанні з місцевими анестетиками. Гіалуронідаза використовується пластичними хірургами та дерматологами для зменшення ефекту від ін'єкцій гіалуронової кислоти, коли пацієнт, який отримав ін'єкції, незадоволений результатами. Крім того, гіалуронідаза є рекомендованим антидотом при передозуванні алкалоїдами барвінку.

### Очищені та рекомбінантні гіалуронідази
В США були схвалені чотири різні очищені гіалуронідази: три тваринного походження та одна рекомбінантна. Вони призначаються для підвищення абсорбції інших ін'єкційних препаратів або для поліпшення резорбції рентгеноконтрастних речовин при підшкірній урографії.
Ці три природні гіалуронідази є ортологами людського HYAL5, що отримані з препаратів яєчок. Вони продаються під торговими назвами Vitrase (з яєчок овець, затверджена FDA у травні 2004 р.), Amphadase (велика рогата худоба, жовтень 2004 р.) та Hydase (велика рогата худоба, жовтень 2005 р.).
Людська рекомбінантна гіалуронідаза (Hylenex) — затверджена до використання в США в грудні 2005 р. — відповідає розчинному фрагменту людського HYAL5, що продукується в культурі клітин яєчників китайського хом'ячка, що містять ДНК-плазміду, яка кодує фермент.

### Комбіноване лікування
HyQvia — подвійний флакон, що складається з флакону з флакону для імуноглобінової інфузії (10 %, людський IgG) та флакону з рекомбінантною людською гіалуронідазою. HyQvia був схвалений для використання у Європейському Союзі в травні 2013 року та в США у вересні 2014 року Препарат використовується у США для лікування первинного імунодефіциту у дорослих, зокрема загальний змінний імунодефіцит, Х-зчеплену агаммаглобулінемію, вроджену агамаглобулінемію, синдром Віскотта-Олдріча та важкі комбіновані імунодефіцити. В Європейському Союзі його використовують як замісну терапію у дорослих, дітей та підлітків (0-18 років) при:
- Синдромах первинного імунодефіциту з порушенням продукції антитіл.[31]
- Гіпогаммаглобулінемії та рецидивуючих бактеріальних інфекціях у пацієнтів із хронічним лімфолейкозом, у яких профілактичні антибіотики не давали результатів або є протипоказаними.[31]
- Гіпогаммаглобулінемії та повторних бактеріальних інфекціях у хворих на множинну мієлому.[31]
- Гіпогаммаглобулінемії у пацієнтів до та після алогенної трансплантації гемопоетичних стовбурових клітин.[31]